# 10155 Numaguti
10155 Numaguti eller 1994 VZ2 är en asteroid i huvudbältet som upptäcktes den 4 november 1994 av de båda japanska astronomerna Kazuro Watanabe och Kin Endate vid Kitami-observatoriet. Den är uppkallad efter Atusi Numaguti.
Asteroiden har en diameter på ungefär 4 kilometer.